# Julio García Condoy
Julio García Condoy (ur. 1889 w Saragossie, zm. 1977 w Aranjuez) – hiszpański malarz. Jego ojcem był malarz Elías García Martínez (1858-1934), a bratem rzeźbiarz Honorio García Condoy (1900-1953).

## Życiorys
Julio García Condoy urodził się w Saragossie w 1889 roku. Edukację artystyczną rozpoczął w podstawowej szkole plastycznej w Saragossie. W 1910 roku przeprowadził się do Paryża, następnie od 1913 roku pracował w Rzymie. Po powrocie do Paryża brał udział w Krajowej Wystawie Sztuk Pięknych w 1917 roku, gdzie nagrodzono go medalem trzeciej klasy za obraz En la ermita. Dwa lata później zaprezentował swoje prace (Ya llega el vencedor) na wystawie w Saragossie. Na Salonie Artystów Aragońskich w 1943 roku zdobył złoty medal. Od 1930 roku do przejścia na emeryturę pracował jako kurator Muzeum Morskiego w Madrycie.
Zmarł w Aranjuez w 1977 roku.